# Slag bij Padierna
De Slag bij Padierna, in de Verenigde Staten ook bekend als de Slag bij Contreras, was een veldslag tijdens de Mexicaans-Amerikaanse Oorlog. Deze slag werd uitgevochten in de nacht van 19 op 20 augustus 1847 en was het begin van de Slag om Mexico-Stad.
Tijdens zijn mars naar Mexico-Stad werden de troepen van generaal Winfield Scott tegengehouden door een Mexicaans leger bij het dorp San Antonio. Scott stuurde een groep naar het dorp Contreras om de Mexicanen in de flank aan te vallen. De Mexicaanse president en bevelhebber Antonio López de Santa Anna stuurde een groep van 5000 soldaten onder Gabriel Valencia om de Amerikanen tegen te houden. De Amerikanen wisten Valencia te verslaan, die vervolgens op de vlucht sloeg. Tijdens deze slag raakte de Amerikaanse brigadegeneraal Franklin Pierce zwaargewond toen zijn paard op hem viel.
Na deze slag trokken de Mexicanen zich terug van San Antonio naar Churubusco.